# Sungai Paku (Singingi Hilir)
Sungai Paku is een bestuurslaag in het regentschap Kuantan Singingi van de provincie Riau, Indonesië. Sungai Paku telt 1687 inwoners (volkstelling 2010).